# 룡흥동 아파트
룡흥동 아파트(표준어: 용흥동 아파트), (영어: Ryonghung-Dong Apartment)는 조선민주주의인민공화국 평양시 대성구역 룡흥동에 위치한 마천루이다.

## 같이 보기
- 조선민주주의인민공화국의 마천루 목록
- 평양시의 마천루 목록